# Nukulaelae
Nukulaelae és l'atol més oriental de Tuvalu. Està situat a 120 km al sud-est de Funafuti.
L'atol té una forma ovalada. La superfície total és d'1,66 km². Els illots més grans són Niuoko i Tumuiloto situats a l'est, però l'únic illot habitat és Fangaua situat a l'oest. La població total era de 393 habitants al cens del 2002.
Segons les tradicions, Nukulaelae va ser colonitzat des de Vaitupu. Va ser descobert, el 1821, per l'estatunidenc George Barrett del balener Independence II i el va anomenar Mitchell Island, nom del propietari del vaixell Aaron Mitchell. El 1863 dues terceres parts de la població van ser segrestades per negrers peruans. Van ser destinats a les mines de fosfats i mai van tornar.